# Удельные законы
Удельные законы (яп. 分国法, ぶんこくほう, «бункоку-хо») — сборники законов в Японии периода Сэнгоку, имевшие силу на территории определённых владений (уделов), подконтрольных родам региональных властителей даймё. Также известны как Родовые законы (яп. 戦国家法, せんごくはほう, «сенгоку кахо»).

## Краткие сведения
Удельные законы выполняли роль основного закона земель определённого даймё. В отличие от отдельных ситуативных законодательных актов, которые имели силу в течение короткого срока, удельные законы издавались в форме кодекса, положения которого должны были оставаться в силе на протяжении нескольких поколений. По форме они напоминали «Список наказаний» 1232 года, но содержали назидание потомкам рода даймё и были сборниками регионального обычного права, на основе которого даймё пытались строить свою систему власти. Эти удельные законы имели большое влияние на формирование законодательства сёгунату Эдо и законов самурайских родов XVII-XIX веков.
- 1439—1529: род Оути: «Настенные надписи дома Оути»[1] (11 статей).
- 1479—1481: род Асакура: «Статьи Асакури Такакагэ»[2] (17 статей).
- 1493: Саносукэ (род): «Законы рода Саносукэ»[3] (41 статья).
- ????: род Ходзё: «Семнадцать статей Иск Содзуя»[4] (17 статей).
- 1515: Отомо: «Статьи Отомо Ёсинаги»[5] (25 статей)
- 1526—1553: род Имагава: «Алфавитный список Имагавы»[6] (54 статьи)
- 1536: Датэ (род): «Сборник пыли»[7] (171 статей).
- 1547: Такэда (род): «Законы провинции Кай»[8] (56 статей).
- 1556: Юки (род): «Законы дома Юки»[9] (106 статей).
- 1560-е: Миёси (род): «Новые положения»[10] (неизвестно)
- 1567: Роккаку (род): «Список рода Роккаку»[11] (81 статья).
- 1597: Тёсокабэ (род): «Сто статей Тёсокабы Мототики»[12] (100 статей).